# Jagdpanther
Jagdpanther a fost un vânător de tancuri construit și utilizat de Germania nazistă în timpul celui de-al Doilea Război Mondial acesta avea la bază șasiul tancului Panther și a fost utilizat pe Frontul de Vest și pe Frontul de Răsărit începând cu anul 1944.
Vânătorul Jagdpanther combina puternicul tun 8,8 cm PaK 43 cu suspensia și blindajul tancului Panther,a suferit din cauza stari generale proaste a Germaniei în ultima parte a războiului,  fapt care a dus la un număr mic de bucăți produse, la lipsa de piese de schimb și antrenament deficitar a echipajului.

## Proiectare
Jagdpanther a fost precedat de două încercări de montare a unui tun de 8,8 cm și folosirea sa în rolul de vehicul anti-tanc autopropulsat; Ferdinand folosind nouăzeci și unu din șasiurile tancului VK4501 (P) construite de Porsche. Iar Nashorn folosind o combinație dintre șasiurile tancurilor Panzer III și IV. Ferdinand era prea greu și Nashorn prea încet datorită motorului subdimensionat.
Armata Germană a comandat la sfârșitul anului 1942 ca un vânător de tancuri greu să fie conceput,acesta să construit pe șasiul tancului Panther și înarmat cu tunul de 8.8 cm și să aibă denumirea în inventar de SdKfz 173. Prototipul a fost prezentat de MIAG în fața lui Hitler în Octombrie 1943.
Producția a început în Ianuarie 1944, în Februarie Hitler a specificat ca vehiculul să fie numit Jagdpanther un nume mai simplu față de cel originl("8.8 cm Pak 43/3 auf Panzerjager Panther").
Pentru a acomoda noul tun,asemeni vânătorilor de tancuri precedenți tunul era montat într-o suprastructură blindată.După demonarea turelei blindajul înclinat frontal și cel lateral al distrugătorului Jagdpanther avea să fie extins astfel încât să formeze o  spațioasă suprastructură de tip cazemată.
Grosimea blindajul lateral al vânătorului Jagdpanther a fost mărită la 60 mm ca să compenseze reducerea unghiului blindajului care a fost făcut pentru a crea suficient spațiu intern.Blindajul frontal era de 80 mm.Noul Panther Ausf. G fabricat în Aprilie 1944 avea acceași caracteristică astfel armonizând producția și crescând protecția vehiculului.
Era înarmat cu același tun cu țeavă lungă 8.8 cm gun care era montat și pe Tiger II. Tunul era montat în centru astfel permițând un câmp de rotire orizontal de doar 11° .
O singură mitralieră MG-34 pentru protecție locală era montată în partea dreapta a tunului și era folosită de Radist, șoferul era poziționat în stânga.
Ochitorul avea un telemetru și un periscop telescopic.
Jagdpanther avea un raport putere-greutate bun și un tun puternic fapt ce i-a permis posibilitatea de a distruge orice tanc Aliat. Bazat pe șasiul tancului Panther Ausf G, vehiculul nu avea multe probleme mecanice. Acesta era echipat cu o transmisie îmbunătățită (ZF AK 7-400) care a fost plânuit să fie montată pe Panther II astfel rezolvând slăbiciunea tancului Panther.Avea un echipaj de 5 (comandant, ochitor, încărcător, mecanic conductor, radist/mitralior).
Inițial tunul avea țeava monobloc ,versiunile finale erau echipate cu PaK 43/4 cu țeavă din două bucăți.

## Producție și Desfășurare
Vânătorul Jagdpanther a fost fabricat de trei producători.MIAG a produs 270 din Ianuarie 1944 până la sfârșitul războiului. Maschinenfabrik Niedersachsen-Hannover (MNH) a produs 112 începând cu Noimebrie 1944.Maschinenbau und Bahnbedarf (MBA) a produs 37 de vehicule din Decembrie 1944. 
O producție de 150 de vehicule pe lună dar perturbarea industriei fabricantă germană a făcut acest lucru imposibil.
Vânătorul Jadgpanther au fost distribuite batalioanelor antitanc (schwere Panzerjäger-Abteilung) și au servit pe Frontul de Răsărit. În vest au participat în număr limitat. 